# Clinteroides permutans
Clinteroides permutans är en skalbaggsart som beskrevs av Hermann Burmeister 1842. Clinteroides permutans ingår i släktet Clinteroides och familjen Cetoniidae. Inga underarter finns listade i Catalogue of Life.